# Viernes blanco
El Viernes blanco tuvo lugar el 13 de diciembre de 1916 en el frente italiano de la Primera Guerra Mundial, cuando una avalancha arrasó un cuartel austríaco en el Monte Marmolada, matando a 270 soldados. Durante la misma jornada, otras avalanchas se precipitaron tanto sobre posiciones italianas como austríacas, acabando con la vida de más de 9.000 soldados. Según algunos informes, los dos bandos dispararon proyectiles deliberadamente contra los cúmulos de nieve en un intento por enterrar al enemigo.
La fecha del 13 de diciembre coincidió con Santa Lucía, una fiesta religiosa conmemorativa celebrada por la mayoría de los católicos italianos. Aunque la avalancha tuvo lugar en los Dolomitas un miércoles de 1916, el acontecimiento recibió el nombre de «Viernes blanco».

## Menciones
El grupo de power metal Sabaton dedicó su canción "Soldier of Heaven" a los muertos durante el Viernes Blanco.